# François Geeraerts
Pour les articles homonymes, voir Geeraerts.
François Swa Geeraerts  est un footballeur belge, né le 1er janvier 1927 à Anvers (Belgique) et mort le 12 novembre 2008.
Il évolue comme attaquant puis défenseur au Royal Beerschot AC de 1943 à 1963. Il a ainsi joué 314 matches et marqué 68 buts en championnat de Division 1 avec les Ours. 
Fidèle au Beerschot, il entraîne ensuite l'équipe première dans les années 1970.